# John Pitti
John Pitti (* 2. srpna 1978) je fotbalový rozhodčí z Panamy.

## Život
John Pitti se narodil 2. srpna 1978 v panamské provincii Chiriquí.
Roku 2012 se stal mezinárodním rozhodčím FIFA. Soudcoval zápasy Ligy mistrů CONCACAF nebo Mistrovství světa ve fotbale 2018 v Rusku.